# Worst of Mucc
Albums de Mucc
Gokusai
(2006) Shion
(2008)
Worst of Mucc (stylisé WORST OF MUCC) est une compilation du groupe de rock japonais Mucc sortie le 6 juin 2007, en même temps que la compilation Best of Mucc. Elle contient des raretés et plusieurs faces B.

## Liste des titres
| No  | Titre                           | Durée |
| --- | ------------------------------- | ----- |
| 1.  | Aka (アカ)                      |       |
| 2.  | Zetsubou (絶望)                 |       |
| 3.  | Bouzenjishitsu (茫然自失)       |       |
| 4.  | Hakanakutomo (儚くとも)         |       |
| 5.  | Tsubasa wo Kudasai (翼を下さい) |       |
| 6.  | Yoru (夜)                       |       |
| 7.  | Suimin (スイミン)               |       |
| 8.  | Ieji (家路)                     |       |
| 9.  | Ayatori (あやとり)              |       |
| 10. | Mae e (前へ)                    |       |
| 11. | Ranchuu (蘭鋳)                  |       |
| 12. | Dilemma (ジレンマ)              |       |
| 13. | Danzetsu (断絶)                 |       |
| 14. | Shikenkan Baby (試験管ベイビー) |       |
| 15. | Shoufu (Demo) (娼婦 DEMO)       |       |